# The Grand Pecking Order
The Grand Pecking Order è l'album di debutto della rock band statunitense Oysterhead, ed è stato pubblicato il 2 ottobre 2001.

## Tracce
1. Little Faces - 4:57
2. Oz is Ever Floating - 2:49
3. Mr. Oysterhead - 4:51 (musica: Oysterhead; testi: Claypool)
4. Shadow of a Man - 3:44 (musica e testi: Claypool)
5. Radon Balloon - 3:21 (musica e testi: Anastasio)
6. Army's on Ecstasy - 4:31 (musica: Oysterhead; testi: Claypool)
7. Rubberneck Lions - 5:17
8. Polka Dot Rose - 3:10 (musica: Oysterhead; testi: Claypool)
9. Birthday Boys - 3:06
10. Wield the Spade - 5:48 (musica: Oysterhead; testi: Copeland e Pat MacDonald)
11. Pseudo Suicide - 4:54
12. The Grand Pecking Order - 2:35 (music: Anastasio e Claypool; testi: Claypool)
13. Owner of the World - 2:45

Tutte le canzoni scritte dagli Oysterhead ed i testi da Claypool ed Anastasio, eccetto dove diversamente segnato.

## Formazione
- Trey Anastasio - chitarra, voce
- Les Claypool - basso, voce
- Stewart Copeland - batteria, voce